# Geranium holosericeum
Geranium holosericeum là một loài thực vật có hoa trong họ Mỏ hạc. Loài này được Willd. ex Spreng. mô tả khoa học đầu tiên năm 1826.